# Tikitherium
Tikitherium copei es un mamaliforme extinto del Triásico superior, cuyos restos fósiles fueron hallados en las formaciones Tiki en Madhya Pradesh (India).
Se trata de un mamífero de dudosa filiación, debido entre otras razones a la escasez de datos disponibles. Se conoce por un diente molariforme superior muy característico, cuya corona se sujeta por medio de tres raíces y consta de tres cúspides dispuestas en triángulo obtuso y otra más en el extremo posterolingual con dos crestas y un surco intermedio.
Algunas de estas características son comunes a otros mamíferos, pero las crestas de la cúspide posterolingual son consideradas una apomorfia que podría indicar el inicio de un proceso evolutivo para mejorar la trituración del alimento durante la masticación y que, de forma independiente también aconteció en otros grupos más modernos como boreosfénidos, australosfénidos o suoterios.
Cladograma:
```
===0 
Mammalia
 
Linnaeus, 1758
  - 
mamíferos
  
   |-o 
Fruitafossor
 
Luo & Wible, 2005
  (†)
   |-o 
Tikitherium
 
Datta, 2005
  (†)
   | `-- 
Tikitherium copei
 
Datta, 2005
  (†)
   |--o 
Reigitheriidae
 
Bonaparte, 1990
  - 
reigitéridos
 (†)
   |=> 
Volaticotheria
 
Meng & al., 2005
  - 
volaticoterios
 (†)
   |=> 
Triconodonta
 
Osborn, 1888
  - 
triconodontes
 (†)
   |==> 
Allotheria
 
Marsh, 1880
  - 
aloterios
 (†)
   |==> 
Holotheria
 
Wible & al., 1995
  - 
holoterios
  
   `==> 
Prototheria
 
Gill, 1872
  - 
prototerios
```